# Straussler V4
Lo Straussler V4 è stato un carro armato leggero progettato dall'ingegnere Nicholas Straussler negli anni trenta per l'Esercito regio ungherese. Nacque dall'esigenza di disporre di un veicolo corazzato nazionale con cui formare i reparti mobili visti come imprescindibili per la conduzione di moderne operazioni militari. Caratterizzato da una peculiare sospensione articolata, capace di viaggiare con o senza cingoli e armato con un cannone da 40 mm, il V4 fu collaudato per due anni: tuttavia, nel 1938, gli fu preferito il 38M Toldi e i due unici prototipi furono messi da parte. Uno cadde forse in mani sovietiche nel 1945.

## Storia
Il trattato del Trianon del 4 giugno 1920, imposto dagli Alleati vincitori della prima guerra mondiale al Regno d'Ungheria, introdusse pesanti limitazioni in ambito militare: limite massimo delle forze armate pari a 35 000 uomini, proibizione di produrre e vendere armi sul mercato internazionale, assoluto divieto di sviluppare o possedere un'aeronautica militare, formazioni corazzate e singoli veicoli blindati. Il governo magiaro e le alte sfere dell'Esercito regio ungherese cercarono in ogni modo di aggirare queste limitazioni e, a partire dal 1927, quando i controlli delle commissioni interalleate si fecero blandi, iniziarono a ricostituire un moderno apparato bellico.
La branca delle truppe corazzate si sviluppò con lentezza e con pochi fondi nel corso degli anni venti e dei primi anni trenta. Allo scopo di velocizzare il processo il governo Horthy si rivolse all'acquisto di mezzi corazzati da nazioni amiche (Germania nazista, Italia fascista) o neutrali (Svezia, Svizzera). Nel 1934 furono comprati dall'Italia un centinaio di tankette CV33; pur apprezzati, questi piccoli mezzi fecero comprendere agli alti ufficiali che le future operazioni mobili avrebbero abbisognato di veicoli meglio armati e più corazzati. Nel 1936 furono perciò avviate trattative con Stoccolma relativamente al carro armato leggero Stridsvagn L-60. Intanto, nel 1933, l'ingegnere Nicholas Straussler della Manfréd Weiss aveva avvicinato lo stato maggiore generale e aveva proposto un suo personale progetto di carro armato leggero, capace di muovere sia su cingoli che su ruote: l'idea fu accettata e l'azienda costruì un prototipo senza torretta nel 1936, allo scopo di effettuare una prima valutazione. Il mezzo fu denominato Vontató 3 o V3 ("trattore d'artiglieria 3" in ungherese) come misura di depistaggio sulla sua reale natura. L'invenzione di Straussler ottenne un discreto successo ed ebbe disposizioni di progettare un altro carro armato, completo di torretta: la Manfréd Weiss ne assemblò due prototipi tra il 1936 e il 1937, indicati come V4. Straussler rese questa evoluzione un carro armato anfibio, una possibilità che altre nazioni stavano allora sperimentando. Un V4 fu testato nel 1937 e l'esercito, non ancora del tutto convinto, richiese alcune modifiche strutturali, l'aumento dell'equipaggio da tre a quattro uomini e replicare in torretta l'affusto con due mitragliatrici in casamatta. Il prototipo modificato fu collaudato nel 1938 a fianco di un L-60 svedese e perse il confronto; i militari, infatti, criticarono la modesta potenza del motore, il profilo troppo alto e l'instabilità del carro armato. L'L-60, al contrario, superò le prove e fu immesso in servizio, con poche modifiche, sotto la designazione 38M Toldi. Il V4 modificato fu messo da parte e non si sa di preciso cosa ne sia avvenuto.
Il V4 originale era stato, nel frattempo, offerto all'estero e il Regio Esercito italiano mostrò un certo interesse e verso la fine del 1937 importò il prototipo originale, con tre uomini d'equipaggio e senza mitragliatrici. Dopo svariati test, però, gli italiani lo rifiutarono e il V4 fu trasportato nuovamente in Ungheria nel 1942. Ormai superato, fu parcheggiato in un deposito militare vicino alla stazione ferroviaria di Háros, nel sobborgo Budafok della capitale Budapest: è molto probabile che, nel 1945, fu scovato e catturato dall'Armata Rossa.

## Tecnica
Lo Straussler V4 era un carro armato leggero lungo 4,70 metri, largo 2,85 metri e alto 2,57 metri, per un peso complessivo di 12,7 tonnellate in ordine di combattimento; sviluppava una pressione al suolo specifica di 0,56 kg/cm². Internamente era suddiviso in tre aree: vano motore posteriore, camera di combattimento e torretta al centro, posto guida anteriore. Il propulsore era un Weiss Manfréd A.C. II da 7 240 cm³, con otto cilindri, alimentato a benzina ed erogante una potenza di 200 hp; era sufficiente a spingere il V4 a una velocità massima, su strada, di 32 km/h. Se la marcia avveniva sulle ruote del treno di rotolamento, il carro armato toccava i 46 km/h. Il V4 aveva anche capacità anfibie e in acqua procedeva grazie al movimento dei cingoli, potendo mantenere i 6 km/h di velocità (poco più di 3 nodi). La meccanica era la parte più caratteristica del progetto di Straussler, che aveva concepito una grossa sospensione longitudinale a balestre, articolata al centro e alle due estremità; le ruote d'appoggio erano due e altrettanti erano i rulli che sostenevano la corsa superiore dei cingoli. Ruota motrice e ruota di rinvio erano entrambe di grosse dimensioni e a contatto con il suolo, dovendo servire anche per la marcia senza cingoli.
L'armamento principale era un cannone 37M da 40 mm, una copia su licenza del pezzo svedese Bofors da 40 mm, sistemato in torretta; alla sua destra era stato ricavato un affusto a sfera per una coppia di mitragliatrici leggere 34/37.M calibro 8 × 56 mm R. Un'identica installazione si trovava in casamatta nello scafo destro, per complessive quattro armi automatiche. In torretta trovavano posto il comandante e cannoniere, che aveva anche il ruolo di servente, mentre nel vano anteriore sedevano a destra il mitragliere e a sinistra il conducente. Per accedere al mezzo l'equipaggio adoperava il portellone sul tetto della torretta, che non aveva una cupola; l'osservazione dell'esterno era garantita da due visori con portello per il conducente, più un terzo situato sul lato anteriore sinistro della torretta. Comandante e cannoniere usufruivano inoltre dell'apparato di mira del cannone. La corazzatura godeva di una modesta inclinazione sul lato frontale dello scafo ed era verticale per le pareti della torretta e le fiancate; lo spessore massimo era di 26 mm e quello minimo di 9 mm.
Il V4, nel corso delle prove, riuscì a superare gradini alti fino a 0,60 metri e fossati e trincee larghe 1,40 metri; senza sfruttare le sue capacità anfibie, poteva inoltre avanzare in guadi profondi 0,80 metri.